# Izber
Izber je potok, ki izvira pod severnim robom Rakitne in se kot desni pritok izliva v potok Prušnica, ta pa nato v potok Borovniščica. Borovniščica se na Ljubljanskem barju kot desni pritok izliva v Ljubljanico.